# لوريانو غوميز
لوريانو غوميز (بالإسبانية: Laureano Gómez)‏ (و. 1889 – 1965 م) هو صحفي، ومهندس مدني، ودبلوماسي، ومهندس من كولومبيا ولد في بوغوتا.

## التعليم
تعلم في الجامعة الوطنية.

## روابط خارجية
- لوريانو غوميز على موقع الموسوعة البريطانية (الإنجليزية)
- لوريانو غوميز على موقع مونزينجر (الألمانية)